# Alberts vinter
Alberts vinter er en dansk dokumentarfilm fra 2009 instrueret af Andreas Koefoed.

## Handling
Albert står i sit vindue og kigger på verden. På sneen der danser gennem den kolde vinter. Han er 8 år og står i en uoverskuelig situation. Hans mor er i behandling for kræft, og han vil helst ikke tale med nogen om det. Samtidig har hans forældre bestemt, at han skal søge ind på en sangskole.